# Kegare
Kegare (穢れ・汚れ, impureza, contaminação) é o termo japonês para um estado de poluição e contaminação, importante particularmente no xintoísmo como um termo religioso. Causas típicas de kegare são o contato com qualquer forma de morte, parto (para ambos os pais), doença e menstruação. Em shinto, kegare é uma forma de tsumi (tabu violação), que precisa ser de alguma forma remediada pela pessoa responsável. Esta condição pode ser remediada através de rituais de purificação chamados misogi e harae. Kegare pode ter um impacto adverso não apenas sobre a pessoa diretamente afetada, mas também para a comunidade a qual ele ou ela pertence.
Kegare não é uma forma de julgamento moral ou preconceito, mas sim uma reação espontânea às forças naturais amorais. Se a contaminação foi causada por um ato deliberado, como por exemplo, no caso de um crime, ou por um evento externo, como doença ou morte, é secundário. Portanto, não é um equivalente do pecado.